# Mikrokosmos (Bartók)
Mikrokosmos (ungarisch Mikrokozmosz) ist eine Sammlung von Klavierstücken mit pädagogischem Charakter des ungarischen Komponisten Béla Bartók in sechs Bänden. Im Szőllősy-Verzeichnis trägt sie die Bezifferung Sz. 107, im Verzeichnis von László Somfai BB 105.

## Entstehung
Die Stücke entstanden im Lauf von vielen Jahren, so stammt eines der Stücke schon aus dem Jahr 1926 und sollte zu Beginn den Zyklus 9 kleine Klavierstücke ergänzen. Bartók hegte jedoch schon lange den Gedanken, einen pädagogischen Klavierzyklus zu schreiben. Mit der endgültigen Ausführung dieser Idee begann er aber erst 1932. Zu dieser Zeit begann er auch, seinem Sohn Péter Bartók Unterricht zu erteilen. Diesem sind auch die ersten zwei Hefte gewidmet. Bis in das Jahr 1937 entstanden so ca. 100 Stücke. Bartók beendete den ganzen Zyklus 1937, als dieser mittlerweile insgesamt 153 Stücke umfasste.

## Zur Musik
Das Werk ist eine didaktische Sammlung, progressiv geordnet. Sie beginnt mit leichten Stücken für Anfänger und endet mit Kompositionen für fortgeschrittene Pianisten. Gemäß Tadeusz Andrzej Zieliński handelt es sich allerdings um „eine sukzessive Einführung in die moderne Klangwelt, eine Enzyklopädie des modernen Klavierspiels und ein lebendiges „theoretisches Traktat“ über die Komposition, das ausgewählte Probleme hinsichtlich Skalen und Harmonik sowie Rhythmik illustriert.“